# Västerviks-Tidningen
Västerviks-Tidningen är en dagstidning som ges ut i Västervik.
Västerviks-Tidningen grundades år 1834 under namnet Westerwiks Weckoblad av boktryckaren Carl Olof Ekblad och hans gode vän Carl Petter Björklund.  Tidningen bytte år 1919 namn till Västerviks-Tidningen. År 2001 bytte tidningen till tabloidformat. I dag (2014) ägs tidningen av NTM-koncernen. Tidningens publicistiska uppgift är "...att förmedla lokala nyheter, att från dag till dag spegla verkligheten i den bygd där vi verkar. Inte mindre viktig är rollen att granska makthavare och samhällsetablissemang, att bilda opinion och erbjuda utrymme för en levande samhällsdebatt."
Tidningen har sitt huvudkontor på Kvarngatan 12 i Västervik. Lokalredaktioner har tidigare funnits Gamleby, och Ankarsrum, bland annat.